# Calci chloride
Calcium chloride (CaCl2), là hợp chất ion của calci và clo. Chất này tan nhiều trong nước. Tại nhiệt độ phòng, nó là chất rắn. Chất này có thể sản xuất từ đá vôi nhưng đối với việc sản xuất sản lượng lớn thì người ta tạo nó như là một sản phẩm phụ của công nghệ Solvay. Do nó có tính hút ẩm cao, người ta phải chứa muối này trong các dụng cụ đậy nắp kín.

## Tính chất hóa học
Calcium chloride có thể phục vụ như là nguồn cung cấp ion calcium trong dung dịch, chẳng hạn để kết tủa do nhiều hợp chất của calci là không hòa tan trong nước:
3 CaCl2(lỏng) + 2 K3PO4(lỏng) → Ca3(PO4)2(rắn) + 6 KCl(lỏng)
CaCl2 nóng chảy có thể điện phân để tạo ra calci kim loại:
CaCl2(lỏng) → Ca(rắn) + Cl2(khí)

## Công dụng

### Công nghiệp
Hàng triệu tấn calci chloride được sản xuất mỗi năm, chẳng hạn tại Bắc Mỹ, lượng tiêu thụ năm 2002 là 1.687.000 tấn (3,7 triệu pound). Các cơ sở sản xuất của Công ty hóa chất Dow tại Michigan chiếm khoảng 35% tổng sản lượng tại Hoa Kỳ về calci chloride, và nó có nhiều ứng dụng công nghiệp khác nhau:
- Do đặc tính hút ẩm mạnh của nó, nên không khí hay các loại khí khác có thể cho đi qua các ống chứa calci chloride để loại bỏ hơi ẩm. Cụ thể, calci chloride thông thường được sử dụng để cho vào các ống làm khô để loại bỏ hơi ẩm trong không khí trong khi vẫn cho khí đi qua. Nó cũng có thể cho vào dung dịch lỏng nào đó để loại bỏ nước trộn lẫn hay lơ lửng. Quá trình hấp thụ nước là sinh nhiệt và nhanh chóng tạo ra nhiệt độ tới khoảng 60 °C (140 °F). Vì khả năng này, nó được biết đến như là tác nhân sấy khô hay chất hút ẩm.

- Do lượng nhiệt tỏa ra lớn trong quá trình hòa tan của nó, calci chloride cũng được sử dụng như là hợp chất làm tan băng. Không giống như natri chloride (muối đá hay halit) phổ biến hơn, nó là tương đối vô hại cho các loại cây trồng và đất; tuy nhiên, các quan sát gần đây tại bang Washington lại cho rằng nó có thể gây hại cho các cây thường xanh ở các lề đường[3]. Nó cũng có hiệu lực hơn natri chloride ở các nhiệt độ thấp. Khi được phân phối cho mục đích này, nó thường được sản xuất dưới dạng các viên nhỏ màu trắng, đường kính vài milimét.

- Sử dụng tính chất hút ẩm của nó, người ta có thể dùng nó để giữ một lớp chất lỏng trên mặt đường nhằm thu hút hết bụi[4]. Nó cũng được sử dụng trong phối trộn bê tông nhằm tăng nhanh quá trình ổn định ban đầu của bê tông, tuy nhiên ion chloride lại dẫn tới sự ăn mòn của các thanh gia cố bằng thép, vì thế không nên sử dụng nó trong bê tông chịu lực[5].

- Calci chloride lỏng (trong dung dịch với nước) có điểm đóng băng thấp tới -52 °C (-62 °F), làm cho nó là lý tưởng để nhồi đầy các lốp không săm bổ sung như là các đồ dằn lỏng, hỗ trợ cho sức kéo trong điều kiện khí hậu lạnh[6].

- Các ứng dụng công nghiệp khác bao gồm sử dụng như là phụ gia trong hóa dẻo, hỗ trợ tiêu nước trong xử lý nước thải, chất bổ sung trong các thiết bị dập lửa bình cứu hỏa, phụ gia trong kiểm soát tạo xỉ trong các lò cao, cũng như làm chất pha loãng trong các loại thuốc làm mềm vải.

### Thực phẩm
Như là một thành phần, nó được liệt kê như là phụ gia thực phẩm được phép sử dụng tại Liên minh châu Âu để làm phụ gia cô lập và chất làm chắc với số E là E509. Dạng khan đã được FDA phê chuẩn như là phụ gia hỗ trợ đóng gói để đảm bảo độ khô (CPG 7117.02).
Calci chloride được sử dụng phổ biến như là chất điện giải và có vị cực mặn, được tìm thấy trong các loại đồ uống dành cho những người tập luyện thể thao và các dạng đồ uống khác, như Smartwater và nước đóng chai của Nestle. Nó cũng có thể được sử dụng như là phụ gia bảo quản để duy trì độ chắc trong rau quả đóng hộp hoặc ở hàm lượng cao hơn trong các loại rau dưa muối để tạo ra vị mặn trong khi không làm tăng hàm lượng natri của thực phẩm.
Nó cũng có thể dùng để chế biến các đồ thay thế cho trứng cá muối từ nước hoa quả hay bổ sung vào sữa đã chế biến để phục hồi sự cân bằng tự nhiên giữa calci và protein trong các mục đích sản xuất phó mát, như các dạng brie và stilton. Tính chất tỏa nhiệt của calci chloride được khai thác trong nhiều loại thực phẩm 'tự tỏa nhiệt' trong đó nó được hoạt hóa (trộn lẫn) với nước để bắt đầu quá trình sinh nhiệt, cung cấp một loại nhiên liệu khô, không nổ, dễ dàng kích hoạt.
Trong ủ bia (đặc biệt là ale và bia đắng), calci chloride đôi khi được sử dụng để điều chỉnh sự thiếu hụt chất khoáng trong nước ủ bia (calci là đặc biệt quan trọng cho chức năng của enzym trong quá trình ngâm, cho quá trình đông kết lại của protein trong hầm ủ và trao đổi chất của men bia) và bổ sung độ cứng vĩnh cửu nhất định cho nước. Các ion chloride gia tăng hương vị và tạo cảm giác ngọt và hương vị đầy đủ hơn, trong khi các ion sulfat trong thạch cao, cũng được sử dụng để bổ sung ion calci vào nước ủ bia, có xu hướng tạo ra hương vị khô và mát hơn, với độ đắng cao hơn.

### Sinh học/Y học
Calci chloride phẩm cấp y tế có thể tiêm vào đường ven để điều trị giảm calci máu (thấp calci huyết). Nó cũng có thể sử dụng cho: các vết đốt hay châm của côn trùng; các phản ứng mẫn cảm, cụ thể là khi có các đặc trưng như mày đay (phát ban); ngộ độc magnesi do dùng quá liều magnesi sulfat; như là chất bổ trợ trong kiểm soát các triệu chứng cấp tính trong ngộ độc chì; hồi tim mạch, cụ thể là sau phẫu thuật tim. Calci dùng ngoài đường ruột có thể được sử dụng khi epinephrin thất bại trong việc cải thiện sự co cơ tim quá yếu hoặc không hiệu quả. Tiêm calci chloride có thể trung hòa độc tính tim mạch trong tăng kali máu khi đo bằng điện tâm đồ (ECG/EKG).
Nó có thể hỗ trợ cơ tim đối với các mức cao-nguy hiểm của kali đường huyết trong cao kali máu. Calci chloride có thể dùng để điều trị nhanh độc tính ngăn chặn kênh calci mà không có các tác dụng phụ của các loại dược phẩm như Diltiazem (Cardizem) - giúp tránh các cơn đau tim tiềm tàng.
Dạng lỏng trong dung dịch của calci chloride được sử dụng trong biến đổi gen của các tế bào bằng sự gia tăng độ thẩm thấu của màng tế bào, sinh ra năng lực cho việc lấy vào DNA (cho phép các mảnh DNA đi vào trong tế bào dễ hơn).
Nó cũng có thể dùng trong các bể cảnh để bổ sung có thể sử dụng về mặt sinh học trong dung dịch cho các sinh vật cần dùng nhiều calci như tảo, ốc, san hô v.v mặc dù việc sử dụng hydroxide calci hay lò phản ứng calci là phương pháp được ưa chuộng hơn trong việc bổ sung calci. Tuy nhiên, calci chloride là phương pháp nhanh nhất để tăng nồng độ calci do nó hòa tan trong nước.

## Phòng ngừa
Calci chloride có thể gây dị ứng, cụ thể là trên da ẩm. Đeo găng tay và kính hay mặt nạ che phủ toàn phần để bảo vệ tay và mắt; tránh hít thở phải hơi hay bụi chứa calci chloride.
Calci chloride khan phản ứng tỏa nhiệt khi tiếp xúc với nước. Các vết bỏng có thể sinh ra tại miệng hay thực quản nếu vô tình nuốt phải các viên calci chloride khan. Trẻ nhỏ dễ bị tổn thương hơn người trưởng thành do chưa có kinh nghiệm tránh các thức ăn nóng, vì thế các viên calci chloride cần phải để xa nơi tầm với của chúng.